# Liste der Stolpersteine in Vaduz

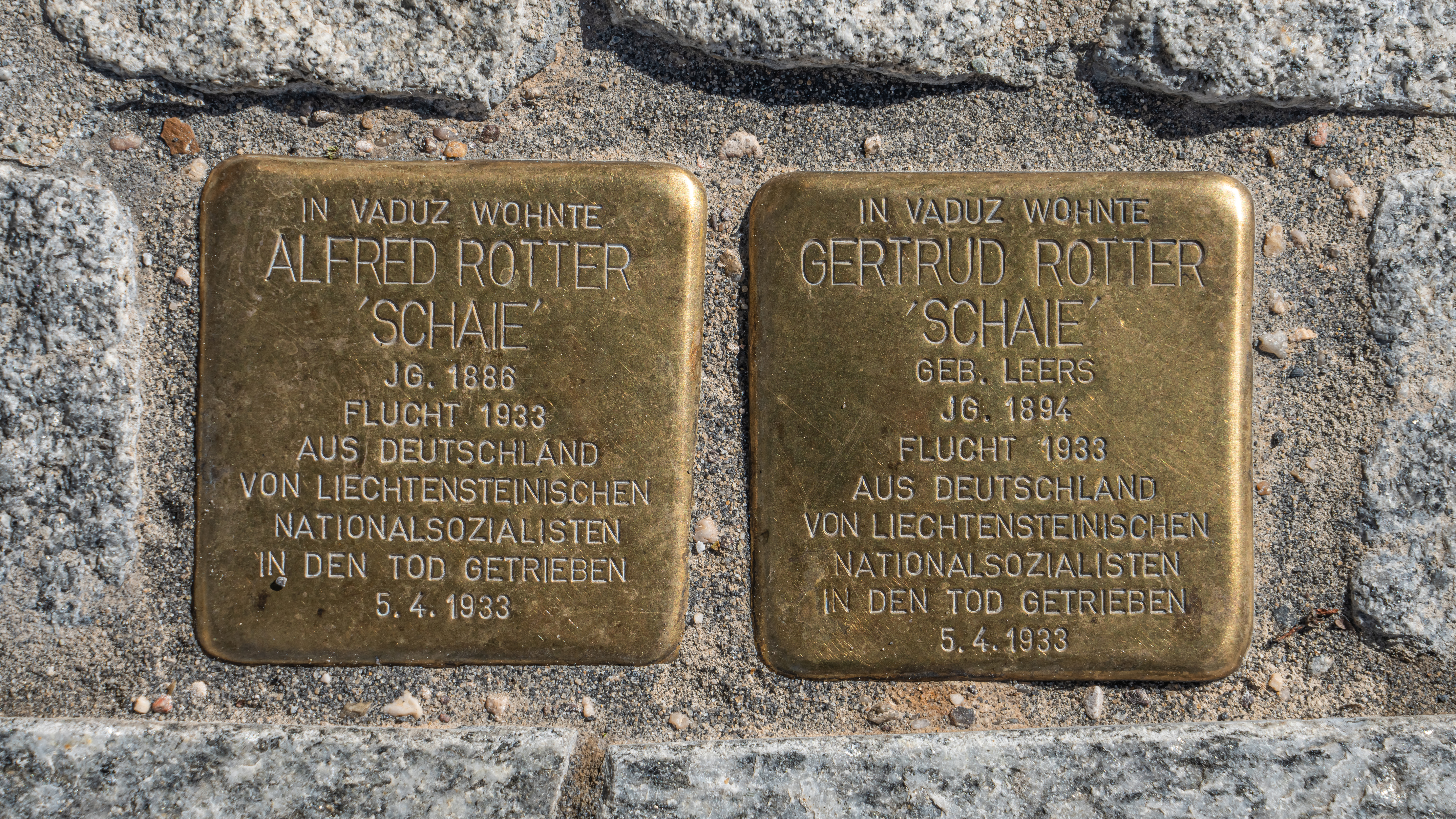
Stolpersteine für die Familie Rotter

Die Liste der Stolpersteine in Vaduz umfasst die Stolpersteine, die im Dorf Vaduz in Liechtenstein verlegt wurden. Stolpersteine sind Opfern des Nationalsozialismus gewidmet, Menschen, die vom NS-Regime drangsaliert, deportiert, ermordet, in die Emigration oder in den Suizid getrieben wurden. Für jedes Opfer wird ein eigener Stolperstein verlegt, im Regelfall vor dem letzten selbst gewählten Wohnsitz.
Die ersten Verlegungen in Vaduz erfolgten am 31. August 2022.

## Verlegte Stolpersteine
In Vaduz wurden bislang zwei Stolpersteine an einer Adresse verlegt.
| Stolperstein | Inschrift | Verlegort  | Name, Leben |
| ------------ | --- | ---------- | --- |
|              | IN VADUZ WOHNTE ALFRED ROTTER 'SCHAIE' 1886 FLUCHT 1933 AUS DEUTSCHLAND VON LIECHTENSTEINISCHEN NATIONALSOZIALISTEN IN DEN TOD GETRIEBEN 5.4.1933             | Städtle 13 | Alfred Rotter, wurde als Alfred Schale am 14. November 1886 in Leipzig geboren. Seine Eltern waren Heymann Schale und Emilie, geborene Simonson. Er hatte einen Bruder, Fritz (geboren 1888) und zwei Schwestern, Lucie und Ella. Im Jahr 1889 zog die Familie nach Berlin. Alfred Rotter studierte Jura, sein Vater unterstützte ihn und seinen Bruder im Wunsch Theaterregisseure und -produzenten werden zu wollen. er finanzierte die erste Produktion, die Alfred Rotter neben seinem Studium umsetzte und sein Vater war Mitgründer des Deutschen Schauspielhauses in Hamburg, dort erwarben beide Brüder Grundkenntnisse über das Theatermachen. Beide Brüder erwarben mehrere Theater. Bedingt durch die Weltwirtschaftskrise kam es zu finanziellen Schwierigkeiten und Mietschulden. Am 17. Januar 1933 kam es zu einem Konkursantrag, am 22. Januar wurde vom Amtsgericht Berlin-Mitte wegen Konkursverschleppung Haftbefehl gegen die Rotter-Brüder erlassen. Alfred und seine Frau waren um den 9. Januar herum in die Schweiz gefahren, sein Bruder folgte am 22. Januar. Von dort gingen die drei nach Liechtenstein, dessen Staatsbürgerschaft die Brüder sei 1931 besaßen. Die Nationalsozialisten behaupteten, sie hätten ihr Vermögen mitgenommen, doch dürfte es keines mehr gegeben haben, Tatsächlich besaßen sie noch Grundstücke in Berlin, die mehr Wert waren, als die offenen Schulden. Alfred Rotter und sein Bruder planten eine Rückkehr, hatten dies schon mit dem Gericht vereinbart, doch die Machtergreifung der Nationalsozialisten machte eine Rückkehr unmöglich. Das Deutsche Reich beantragte die Auslieferung der Rotter-Brüder, Liechtenstein lehnte ab. Am 5. April 1933 versuchten sechs Männer die Brüder sowie Alfred Rotters Ehefrau Gertrud Rotter und eine weitere Begleiterin der Ehefrau, zu entführen und nach Deutschland zu bringen, dazu lockten sie die drei ins Berghotel auf Gaflei. Bei der Flucht vor den Männern stürzten Alfred Rotter, seine Ehefrau und die Begleiterin, Julie Wolff, über eine Felskante, nur Wolff konnte überleben. Fritz Rotter sprang aus dem fahrenden Wagen und überlebte, er verlor sein Leben 1939 in einem Gefängnis in Colmar. In Berlin erinnert seit 2011 ein Stolperstein an sein Schicksal. |
|              | IN VADUZ WOHNTE GERTRUD ROTTER 'SCHAIE' GEB. LEERS 1894 FLUCHT 1933 AUS DEUTSCHLAND VON LIECHTENSTEINISCHEN NATIONALSOZIALISTEN IN DEN TOD GETRIEBEN 5.4.1933 | Städtle 13 | Gertrud Rotter, geborene Leers, wurde 1894 geboren und hatte zumindest eine Schwester. Sie heiratete den Theatermacher Alfred Rotter. Im Januar 1931 gingen sie und ihr Mann in die Schweiz, zuvor war es zu einer Konkursklage gegen ihn und seinen Bruder gekommen. Ihr Schwager folgte kurz darauf und sie gingen nach Liechtenstein, da ihr Mann und ihr Schwager die liechtensteinische Staatsbürgerschaft hatten. Währenddessen hetzten die Nationalsozialisten in Deutschland gegen die Theatermacher. Die Hetze zeigte Erfolg. Sechs Männer, zwei Deutsche und vier Liechtensteiner lockten die Rotters, die von einer Bekannten von Gertrud Rotter begleitet wurden, in ein Waldhotel in die Berge, sie wollten sie nach Deutschland entführen. Auf der Flucht vor den Männern stürzten Gertrud Rotter, ihr Mann und ihre Begleiterin Julie Wolff über eine Felskante in eine Schlucht, den Sturz überlebte nur Wolff. Ihr Schwager war zuvor schon aus dem fahrenden Wagen gesprungen und überlebte. Ihre Schwester war mit einem Nazi verheiratet, der gegen seine Schwagerfamilie intrigierte. In Berlin erinnert seit 2011 ein Stolperstein an das Schicksal von Gertrud Rotter. |

## Verlegung
Die Verlegung erfolgte durch Katja Demnig von der Stiftung «Spuren – Gunter Demnig» am 31. August 2022.